# Robert Sibbald
Robert Sibbald (Edimburgo, 15 de abril de 1641 – Edimburgo, 9 de agosto de 1722) foi um fisiologista e antiquarista escocês, nascido em Edimburgo, filho de David Sibbald (irmão de Sir James Sibbald) e Margaret Boyd (Janeiro de 1606 – 10 de julho de 1672).

## Biografia
Educado no Royal High School e nas Universidades de Edimburgo, Leiden e Paris, concluiu seu doutorado na Universidade of Angers em 1662. Logo em seguida estabeleceu-se como fisiologista em Edimburgo. Em 1667, com Sir Andrew Balfour, implantou o jardim botânico, bem como liderou a criação do Colégio Real de Fisiologia de Edimburgo, para o qual foi eleito presidente em 1684.
Em 1685 foi indicado como o primeiro professor de medicina da Universidade de Edimburgo. Além de ter sido designado Geógrafo Real em 1682, seus numerosos e diversificados escritos tratavam tanto de história e antiquarismo, como também de botânica e assuntos médicos.

## Obras selecionadas
Os trabalhos de história e antiquarismo de Sibbald incluem:
- 1683: An Account of the Scottish Atlas. Folio, Edimburgo
- 1684: Scotia illustrata. Edimburgo
- 1699: Memoria Balfouriana; sive, Historia rerum, pro literis promovendis, gestarum a ... fratribus Balfouriis ... Jacobo ... et ... Andrea. Authore R.S.. Edinburgi: Typis Hæredum Andreæ Anderson
- 1699: Provision for the poor in time of dearth and scarcity
- 1710: A History Ancient and Modern of the Sheriffdoms of Fife and Kinross. Edimburgo
- 1711: Description of the Isles of Orkney and Shetland. Folio, Edimburgo
- 1803: A History Ancient and Modern of the Sheriffdoms of Fife and Kinross. Cupar
- 1837: The Remains of Sir Robert Sibbald, containing his autobiography, memoirs of the Royal College of Physicians, a portion of his literary correspondence, and an account of his MSS.; [editado por James Maidment], 2 pt. em 1 vol. Edimburgo: [impresso para o editor]; tiragem de trinta e cinco exemplares; a folha de rosto da Autobiografia traz a data de 1833
- 1845: Description of the Isles of Orkney and Shetland (folio, Edimburgo)

## Nomes de espécies
A baleia azul foi originalmente nomeada por Sibbald, que foi o primeiro a descrevê-la cientificamente. A flor silvestre Sibbaldia procumbens  também foi nomeada por ele.